# Motel (película)
Motel es una película de crimen mexicana de 1984 dirigida por Luis Mandoki y protagonizada por José Alonso, Blanca Guerra y Salvador Sánchez.

## Argumento y sinopsis
Una pareja administra un motel en un pueblo de México, al que llega alojarse una anciana con una gran cantidad de dinero. La pareja decide robarla. Un compadre de la anciana avisa a la policía de su desaparición por lo que un policía acosa a la pareja hasta arruinar su relación. 

## Producción
Motel fue rodada en locaciones del estado de Tlaxcala entre diciembre de 1982 y enero de 1983. La asistencia de dirección fue de Michael Love, la producción corrió a cargo de Abraham Cherem y la compañía productora fue Cherem & Mandoki S.A. de C.V. El guion fue de Abraham Cheren y Jordi Arenas. La edición fue de Francisco Chiu, la dirección musical de Eduardo Díazmuñoz G., el sonido de Miguel Sandoval, la fotografía fija de Carlos Somonte, la dirección de fotografía de Miguel Garzón, la utilería de María T. Caso,  el vestuario de Laura Díaz, el maquillaje de María C. Hernández y la ambientación de Olga Salas. 

## Reparto
- José Alonso - Andrés Camargo
- Blanca Guerra - Marta Holtz
- Salvador Sánchez - Julián Cargas
- Carmelita González - Carolina López
- Ignacio Retes - Córdova
- Salvador Garcini - Andréz Pérez
- Eduardo López Rojas - Martínez
- Humberto Enríquez - Juan
- Rodolfo de Alejandre - Mielero
- Teresa Palma - Mielera
- Ernesto Yáñez - mecánico
- Ana María Olabuenaga - mujer caderas
- Juan Ángel Martínez - burócrata
- Peñita - mesero
- Rafael Torres - mesero cabaret
- Lorena Montana - stripteaser
- Grupo Azor - músicos de cabaret

## Recepción
La película fue estrenada el 29 de marzo de 1984 en los cines Metropolitan, Insurgentes 70, Chapultepec, Carrusel, Galaxia y Madrid. Su exhibición fue prohibida en el cine Morelos de la ciudad de Toluca por la entonces regidora Olivia López y López, alegando que la misma no había sido dictaminada por la Secretaría de Gobernación. La película fue exhibida en los festivales de San Sebastián, Biarritz, en la Semana del Cine Mexicano de Paris y en la XVI Muestra Internacional de Cine de la Cineteca Nacional.
Fue publicada en video en 1989.

### Críticas
- Fernando Celín del diario Novedades calificó como "excelente" la realización técnica de la película como la fotografía, los detalles, la dirección actoral. Criticó por otro lado el "conformismo en la escritura cinematográfica" del director. También la relacionó a El cartero siempre llama dos veces de James Cain y sus diversas adaptaciones cinematográficas.[5]
- Lucinda Vázquez Cruz en Variety criticó que el filme contenía diversas escenas con actitudes misóginas y que promovían "una visión anacrónica de las mujeres".[6]
- Nelson Carro criticó la película considerando como positivas las actuaciones, las locaciones y la fluidez narrativa de la película, pero consideró que algunas escenas eran prescindibles "la sangre y el erotismo son gratuitos", escribió. "Un buen ejercicio de estilo que, sin embargo, se asemeja más a un trabajo escolar que a una obra personal".[7]
- Eduardo De La Vega en El Nacional criticó que las actuaciones de los policías y detectives mexicanos poco se parecían a los mostrados en la cinta de Motel. Comentó positivamente la calidad del filme y su profesionalidad. Destacó la influencia de Cavar un foso de Adolfo Bioy Casares en la cinta.[8]
- Juan Manuel Tort calificó como bueno el filme y la intención de Mandoki de innovar en el cine mexicano. "Ni mejor ni peor que el tradicional pero con una búsqueda de tonos distintos".[3]

## Premios
- Premio Ariel, 1984
- Diosa de Plata por actuación femenina a Carmelita González